# Letiště Brusel
Letiště Brusel (také zvané Brussel-Nationaal/Bruxelles-National nebo Zaventem, IATA: BRU, ICAO: EBBR) je mezinárodní letiště 12 km severovýchodně od Bruselu, hlavního města Belgie. V roce 2015 odbavilo více než 23 milionů cestujících, čímž bylo 21. nejvytíženějším letištěm v Evropě. Leží částečně na území města Zaventem a částečně v Diegem, území města Machelen a částečně v Steenokkerzeel ve Vlámském regionu Belgie. Sídlí zde k asi 260 společností, přímo je tu zaměstnáno 20 000 osob a slouží jako domovská základna pro letecké společnosti Brussels Airlines a TUIfly Belgium. V roce 2005 bylo oceněno jako nejlepší letiště v Evropě.
V roce 2018 letiště odbavilo zhruba 25,7 milionu cestujících a bylo tak 24. nejrušnějším letištěm v Evropě.

## Historie
Počátky bruselského letiště v Zaventem sahají až do roku 1940, kdy bylo německými okupačními silami vybudováno 6 drah ve tvaru písmene „Z“. Letištní budovy byly však postaveny později v nedaleké vesnici Melsbroek (dnes část obce Steenokkerzeel). V roce 1956 byla postavena nová letištní dráha o délce 3000 m. V roce 2007 prošlo letištěm 17,8 milionu cestujících, což představuje nárůst o 7 % oproti roku 2006. Za rok 2015 odbavilo 23 mil osob a v roce 2016 21,8 miliónů osob.

## Mimořádné události
Vážná nehoda se stala dne 15. února 1961, když havaroval Boeing 707, let 548 letecké společnosti Sabena. Všech 72 lidí zemřelo.
Dne 25. května 2008 Boeing 747 'Jumbo Jet' společnosti Kalitta Air vjel do pole a byl roztržen na tři části. Nikomu z cestujících, ani posádky se naštěstí nic vážného nestalo.
Dne 22. března 2016 okolo 8.00 hod. došlo v odletové hale letiště k sebevražedným teroristickým útokům, při kterých přišlo o život nejméně 14 osob. K činu se přihlásil Islámský stát.

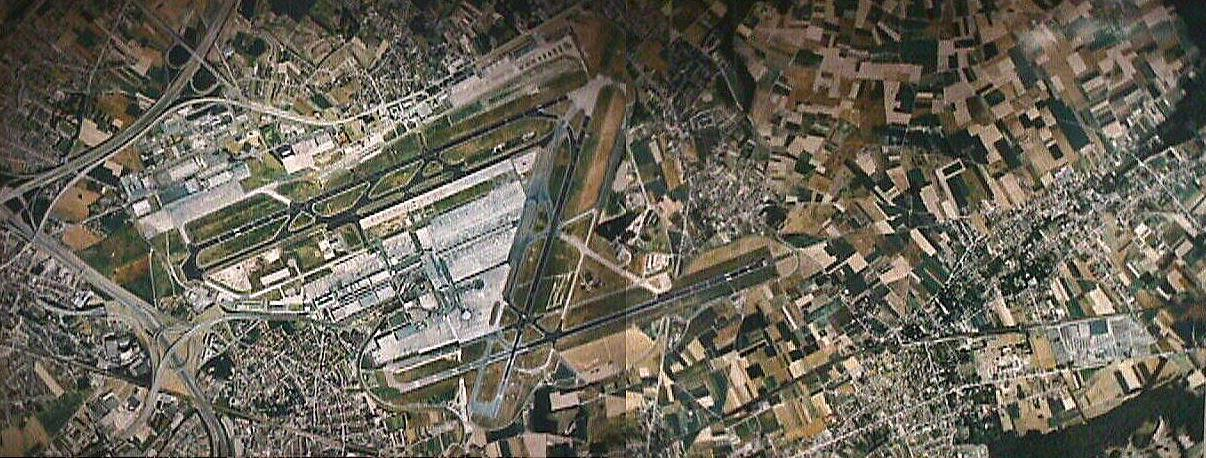
Letecký pohled